# Lüderitz
Lüderitz je přístavní město v ǁKaraském regionu v Namibii. Město je pojmenováno po Adolfu Lüderitzovi, zakladateli německé jihozápadní africké kolonie.

## Historie
Zátoku, na které se Lüderitz nachází, jako první Evropan objevil v roce 1487 portugalský mořeplavec Bartolomeu Dias. Zátoku pojmenoval Angra Pequena (v portugalštině Malá zátoka) a na jižním poloostrově nechal vztyčit padrão (kamenný kříž). V 18. století oblast prozkoumávali holandští dobrodruzi, kteří zde neúspěšně hledali minerály. V 19. století následovaly další expedice, při kterých byli v oceánu nalezeni obrovští podvodní živočichové.[ujasnit] Na pevnině byly zakládány podniky zaměřené na rybolov a lov tuleňů, velryb a dalších živočichů.
Samotné město bylo založeno v roce 1883, kdy zátoku Angra Pequena ve prospěch Adolfa Lüderitze koupil Heinrich Vogelsang. 7. srpna 1884 byla v zátoce oficiálně vztyčena německá vlajka. Když se Adolf Lüderitz v roce 1886 nevrátil z expedice u Oranžské řeky, zátoka byla na jeho počest přejmenována na Lüderitzbucht. Samotné město získalo současný název zkrácením nového názvu zátoky.
V roce 1905 německé úřady zřídily na sousedním ostrově koncentrační tábor. Tábor s omezeným přístupem fungoval v letech 1905 a 1907 během válek Hererů. Během nucených prací v táboře zemřelo 1000 až 3000 Afričanů z kmenů Herero a Nama. Jejich práce byla využita pro expanzi města a výstavbu železniční a přístavní infrastruktury. Lüderitz zaznamenal náhlý nárůst prosperity, když byly v okolí v roce 1909 nalezeny diamanty. Do roku 1912 se zvětšil počet obyvatel na 1 100, nepočítaje původní domorodé obyvatelstvo.
Po kapitulaci Německa za první světové války převzala v 1915 území německé jihozápadní africké kolonie Jižní Afrika. Mnoho Němců bylo deportováno a počet obyvatel města poklesl. Od roku 1920 byla těžba diamantů prováděna pouze daleko na jihu, v místech jako Pomona a Elizabeth Bay, a Lüderitz ztratil svůj dosavadní význam. Od vyhlášení její nezávislosti je Lüderitz součástí Namibie.

## Pamětihodnosti
Velká část města si uchovala původní německý secesní styl z éry vilémovského období. Mezi nejvýznamnější stavby patří Goerke-Haus z let 1909 až 1911, Kapps-Hotel, luteránský evangelický Felsenkirche („Skalní kostel“, z roku 1912) a Woermannhaus na Hafenstrasse („Wörmannův dům“ v Přístavní ulici). Ve městě se také nalézá Lüderitzerovo muzeum s expozicí o historii města a okolní flóře a fauně. Místní železniční nádraží je dokonce prohlášeno národní památkou.

## Fotogalerie

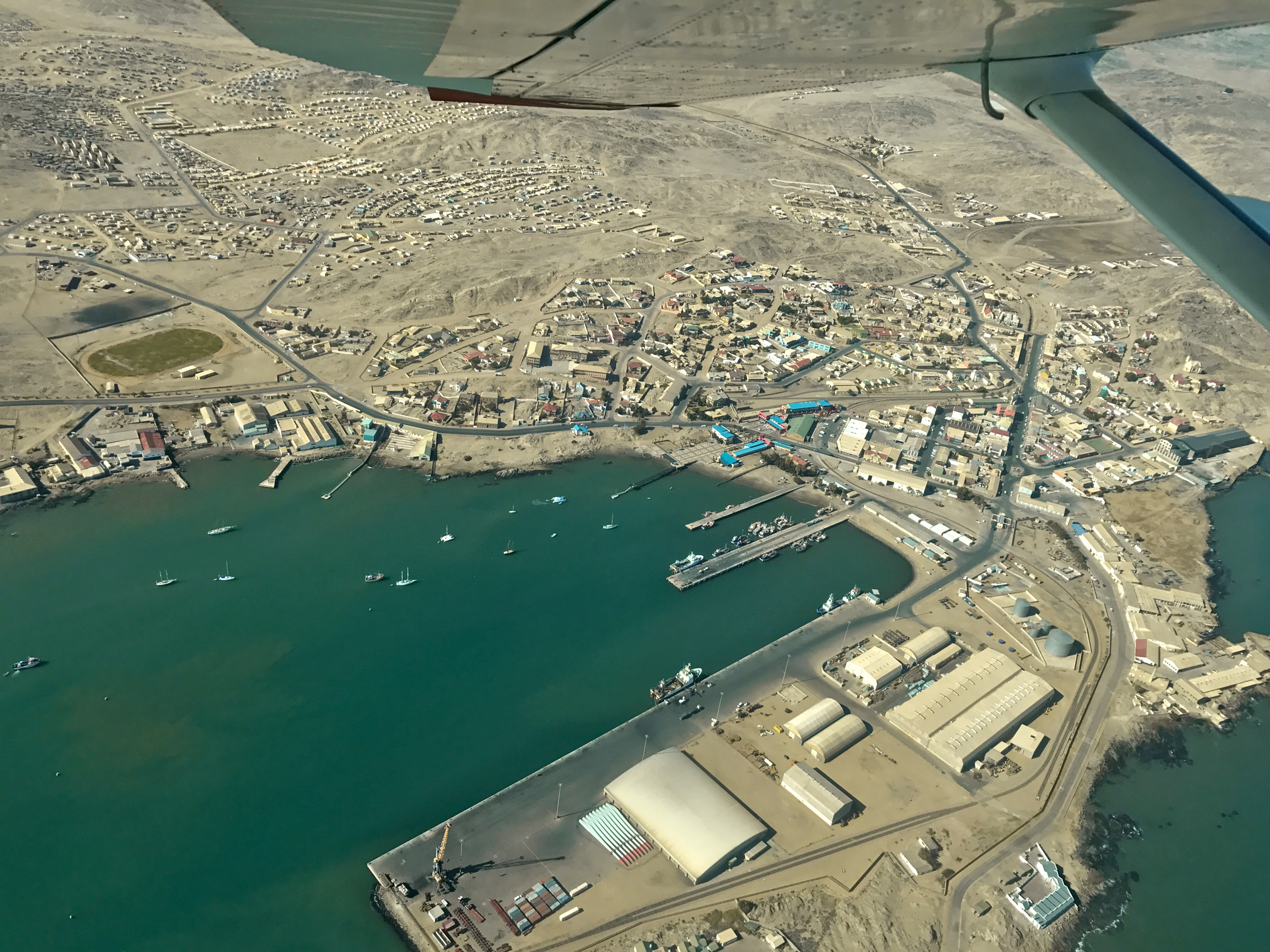
Ptačí pohled na Lüderitz
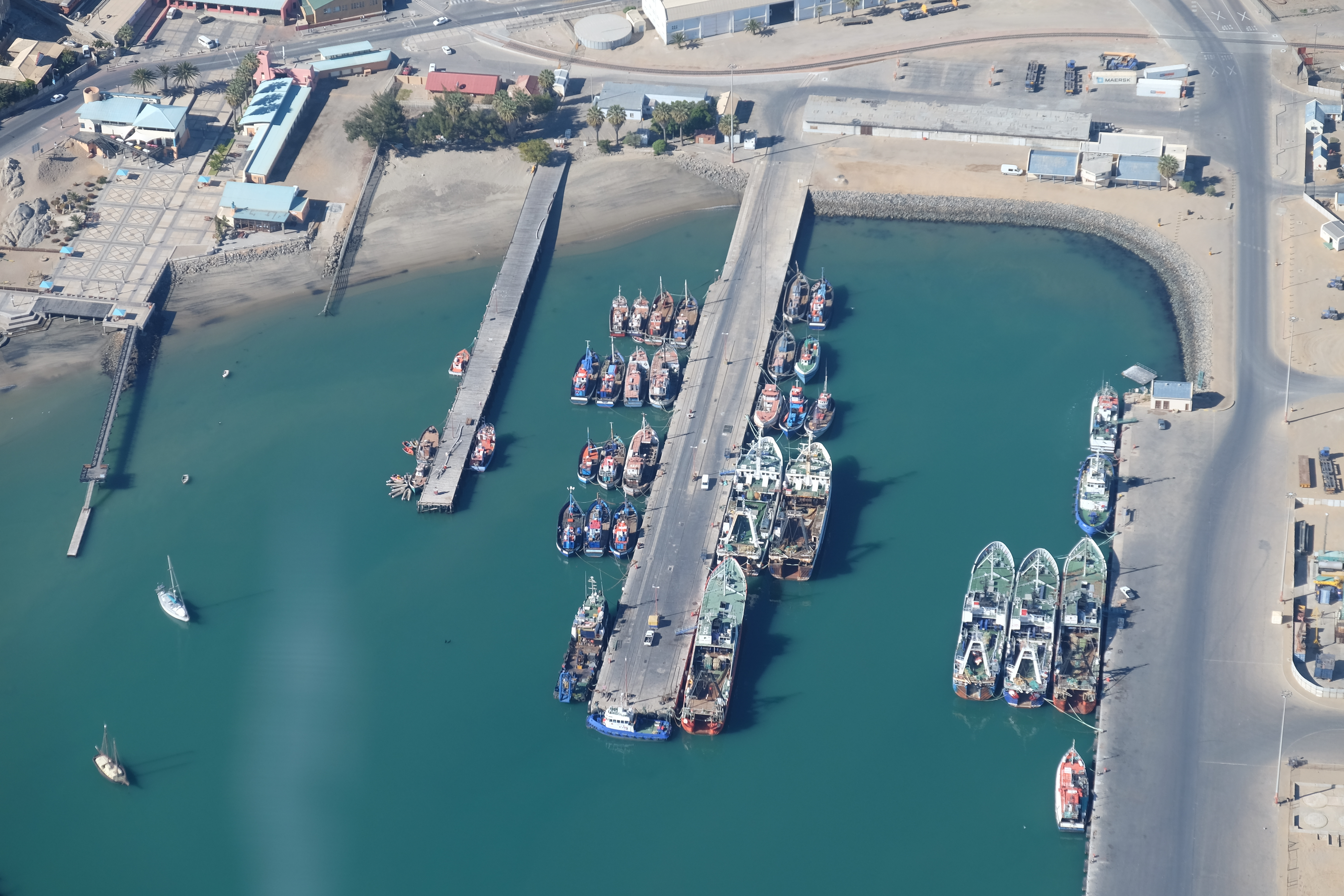
Přístav
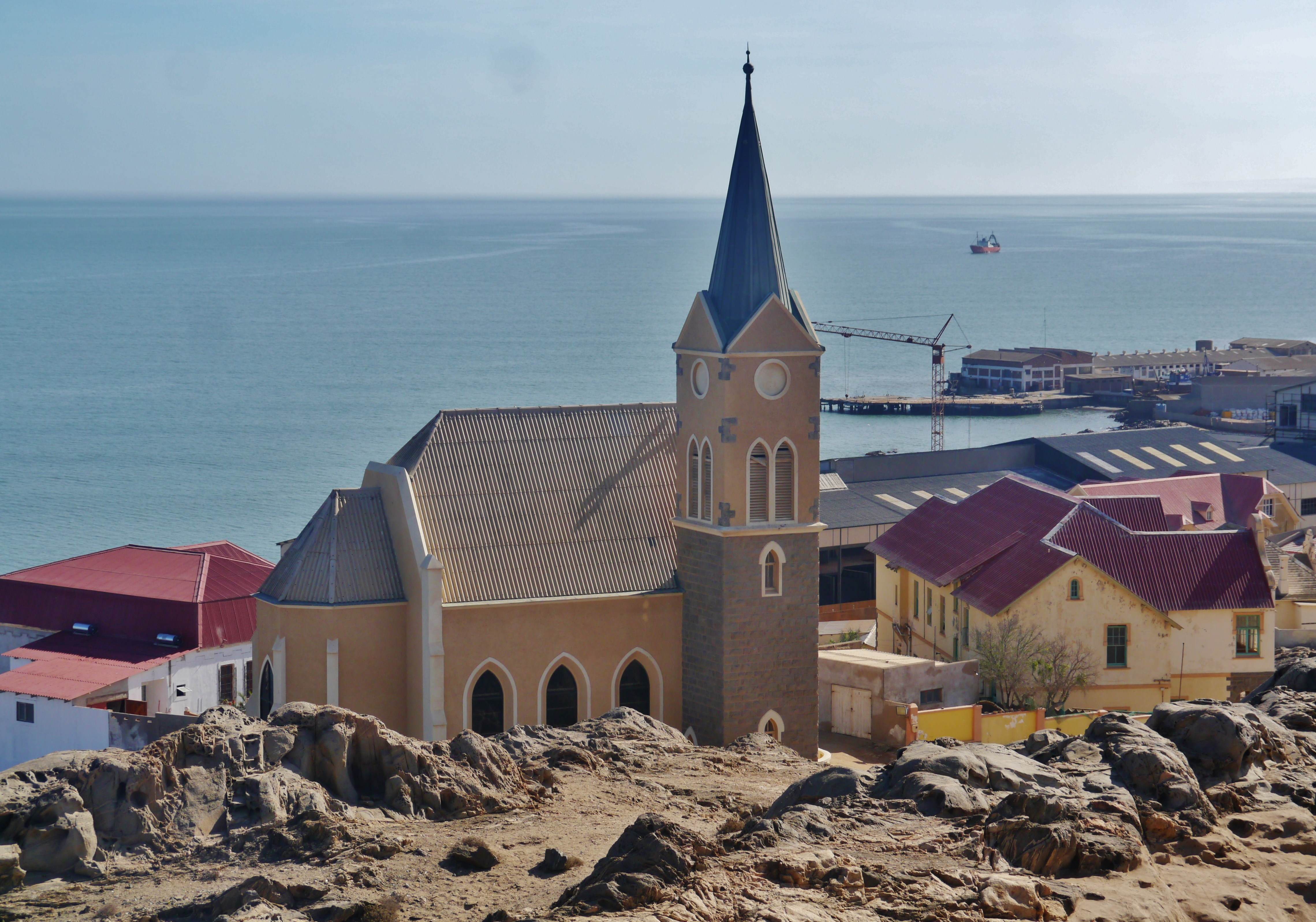
Felsenkirche (Skalní kostel)
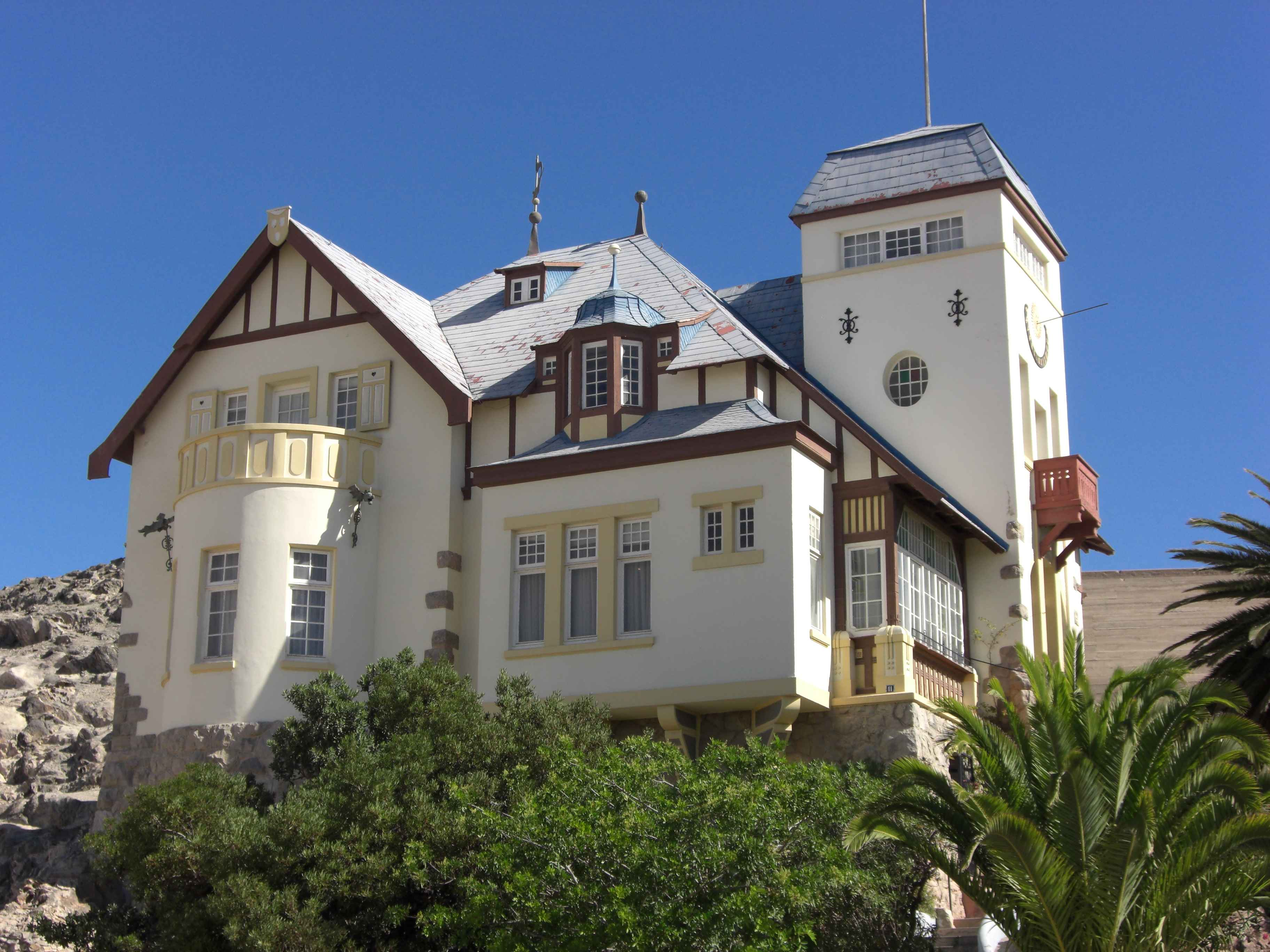
Goerke-Haus (Görkův Dům)
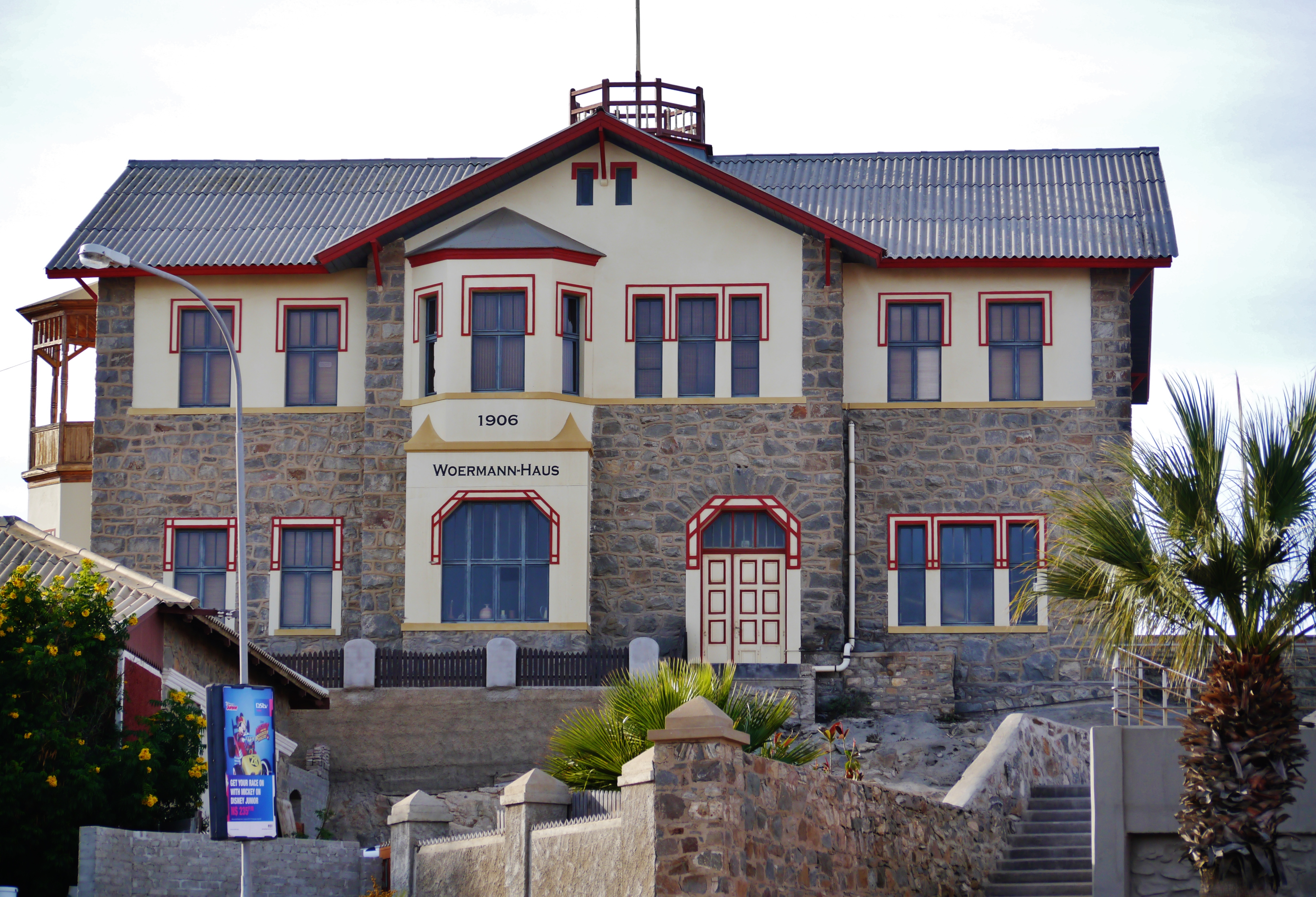
Woermann Haus (Wörmannův dům)
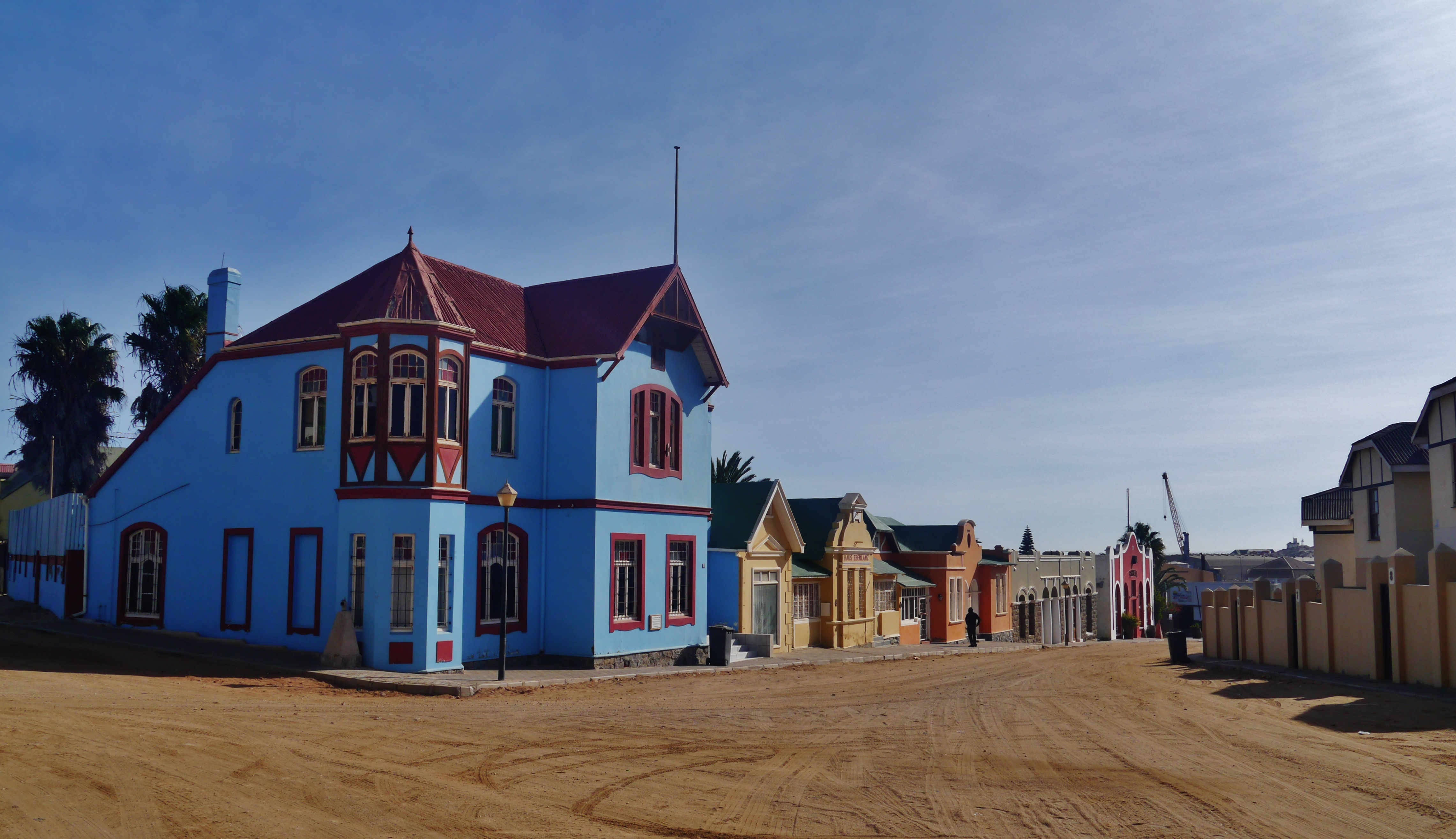
Bergstraße (Horská ulice)
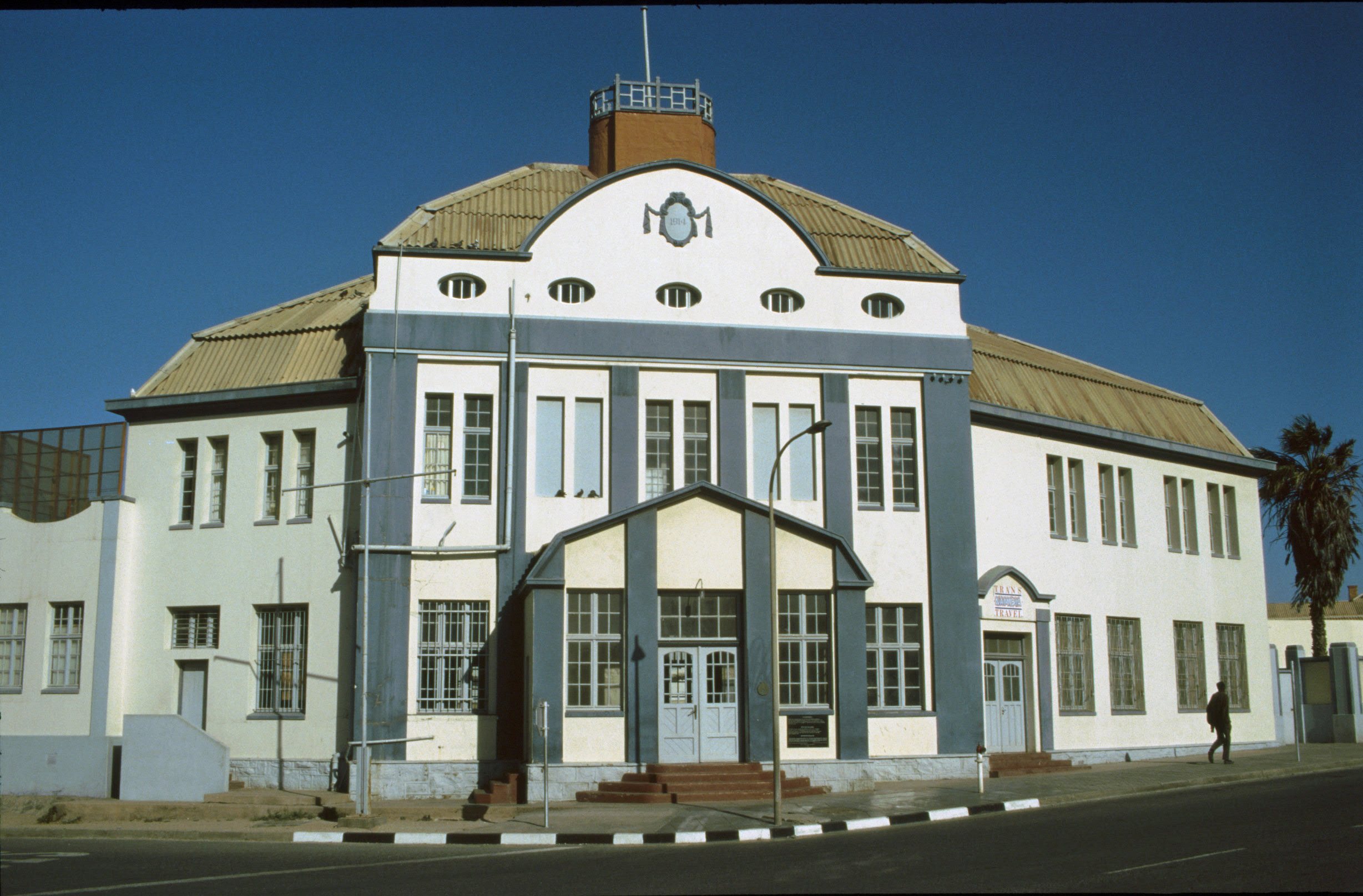
Železniční nádraží Lüderitz